# Richmond Heights, Ohio
Richmond Heights là một thành phố thuộc quận Cuyahoga, tiểu bang Ohio, Hoa Kỳ. Năm 2010, dân số của thành phố này là 10546 người.

## Dân số
- Dân số năm 2000: 10944 người.
- Dân số năm 2010: 10546 người.